# Enzenkirchen
Enzenkirchen là một đô thị thuộc huyện Schärding thuộc bang Oberösterreich, Áo. Đô thị Enzenkirchen có diện tích 23 km², dân số thời điểm năm 2006 là 1789 người.